# جان كلوغر
جان كلوغر هو منتج وكاتب أغاني ومنتج أسطوانات وملحن بلجيكي، ولد في 31 مارس 1937 في أنتويرب في بلجيكا.

## وصلات خارجية
- الموقع الرسمي
- جان كلوغر على موقع IMDb (الإنجليزية)
- جان كلوغر على موقع ميوزك برينز (الإنجليزية)
- جان كلوغر على موقع أول ميوزيك (الإنجليزية)
- جان كلوغر على موقع ديسكوغز (الإنجليزية)